# Vilim I., kralj Sicilije
Vilim I. Loši (engleski William The Bad, talijanski Guglielmo Il Malo) (1120. – 7. svibnja, 1166., Palermo, Sicilija), normanski kralj Sicilije. Vladao do 1166. godine. Oslanjao se na Papinsku Državu i Veneciju. Vješt vladar koji je uspješno potisnuo sve bune velikaša svoje kraljevine. Nadimak Loši su mu dodijelili njegovi bespomoćni neprijatelji. Potpomagao je razvoj znanosti i umjetnosti te pokazao etničku i vjersku snošljivost.

## Životopis
Smrću svoja tri starija brata, Vilim je postao nasljednik 1148. godine. Postao je suvladar ocu Rogeru II. 1151. godine. Nakon očeve smrti, okrunjen je za kralja na Uskrs, 4. travnja 1154. godine.
Poslušao je savjet svoga ministra Majona od Barija i energično nastavio očevu politiku jačanja kraljevske vlasti nad gradovima i grofovima, koji su se okupili oko njegova rođaka Roberta od Bassonvillea, grofa Loritella. Grofovi su očekivali pomoć od rimsko-njemačkog cara Fridrika I. Barbarosse. Kada je propala Fridrikova planirana ekspedicija u Italiju, pobunjenici su zatražili pomoć od bizantskog cara Manuela I. Komnena. Godine 1155. Bizantinci su upali u južnu Italiju i zauzeli Apuliju, ali Vilim je izvojevao veliku pobjedu kod Brindisija i vratio svoje posjede.
Riješio je nesporazume s papom Hadrijanom IV. Konkordatom iz Beneventa (1156.). Papa je priznao Vilimovu vlast nad svim područjima kojima su Normani vladali. Sicilsko Kraljevstvo bilo je jedna od najnaprednijih i najzanimljivijih srednjovjekovnih država, koja je svoj vrhunac postigla za vladavine Vilima I. Lošeg i njegova sina Vilima II. Dobrog.
Gubitak posjeda u Africi (1158. – 1160.) oslabili su Vilimov položaj i prestiž, a ubojstvo Majona u studenom 1160. godine izložili su ga novoj opasnosti od pobunjenih grofova, na čelu s normanskim plemićem, Mateom Bonellom. Gotovo je uspio pokušaj njegovog svrgavanja i izbile su pobune na Siciliji i u južnoj Italiji. Opljačkana su blaga kraljevske palače u Palermu, uključujući srebrenu planisferu velikog arapskog geografa El Idrizija, koji je morao napusiti Siciliju jer su muslimani postali mete napada rulje. Vilim je ubrzo potisnuo nerede. Nametnuo je stroge kazne pobunjenicima, koji ovaj put nisu mogli računati na pomoć iz inozemstva.
Naslijedio ga je sin Vilim II.